# Laurens Reael
Laurens Reael (Ámsterdam, 22 de octubre de 1583-Ámsterdam, 21 de octubre de 1637) fue un marino, poeta y administrador neerlandés, empleado de la Compañía Holandesa de las Indias Orientales que fue nombrado gobernador general de las Indias Orientales Neerlandesas de 1616 a 1619. Fue almirante de la Armada Republicana Holandesa de 1625 a 1627.

## Primeros años

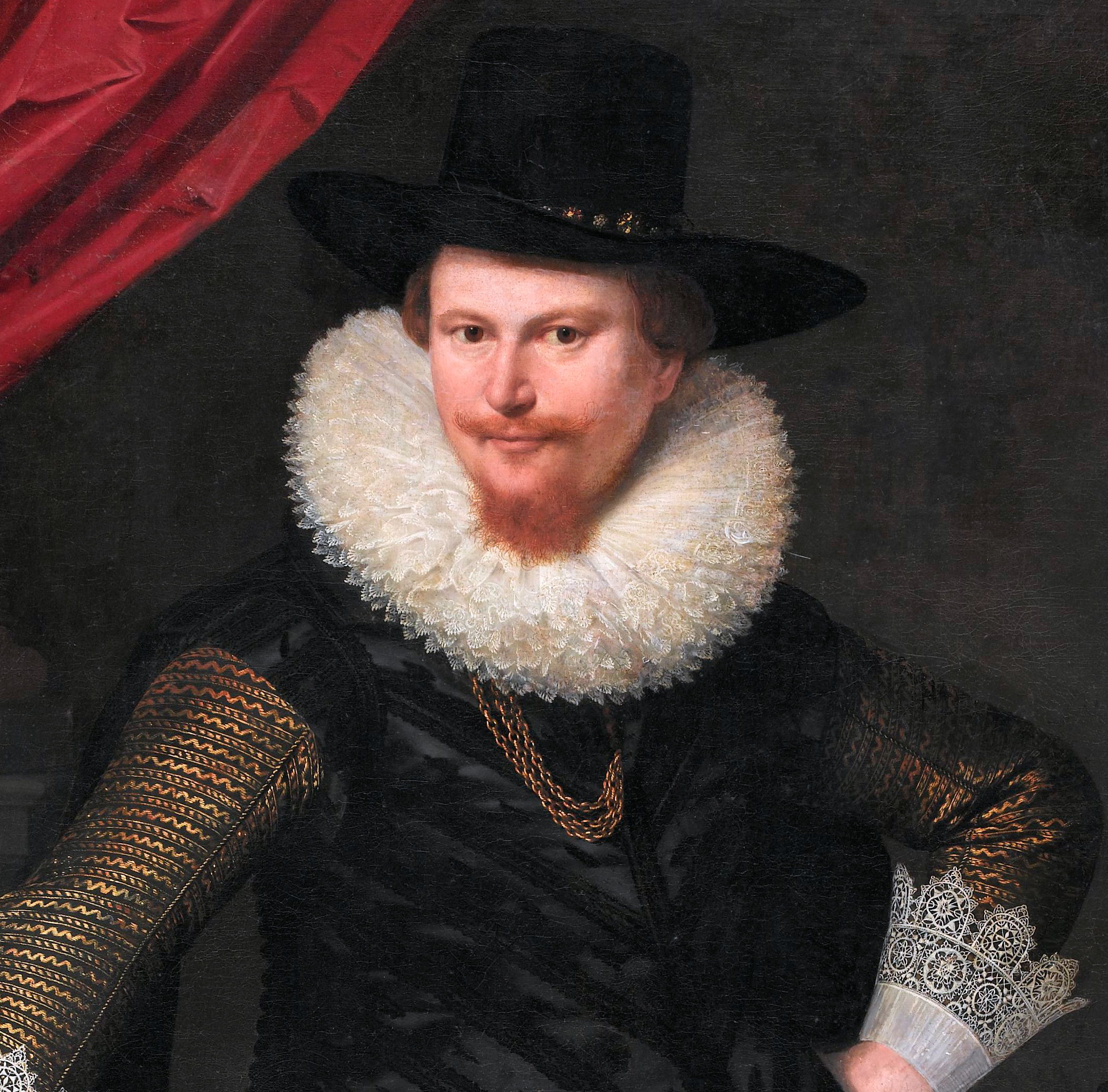
Retrato de Reael de 1620

Laurens Reael era hijo de Laurens Jacobsz Reael, un comerciante de Ámsterdam y un poeta aficionado conocido por escribir Geuzenliederen (canciones de la geuzen). El barrio de Ámsterdam Gouden Reael lleva el nombre de la casa natal de Laurens Reael, a través de un almacén posterior (1648) de la familia Reael en Zandhoek que se convirtió en una posada popular. Laurens Jr. tenía talentos académicos, sobresaliendo en matemáticas e idiomas. Estudió derecho en Leiden, donde vivió en la casa de Jacobus Arminius, que se había casado con su hermana mayor Lijsbet Reael en 1590. Laurens recibió su doctorado en 1608.

## Indias Orientales
En mayo de 1611 partió como comandante de cuatro barcos para las Indias Orientales. Rápidamente se abrió camino hasta convertirse en el tercer gobernador general en 1616, donde estaba destinado en la sede de la VOC, en ese momento en Ternate en las Molucas. Ese año pudo recibir personalmente tanto a Joris van Spilbergen (30 de marzo) como a Schouten y Le Maire (12 de septiembre) en sus respectivas llegadas a Ternate desde la República Holandesa a través del estrecho de Magallanes y el cabo de Hornos. No sabía que la VOC había ordenado la confiscación de los barcos de Schouten y Le Maire por presunta infracción de su monopolio comercial con las islas de las especias.
Ya después de un año, el 31 de octubre de 1617, Reael dimitió tras una disputa con la dirección de la VOC (los Señores XVII) sobre el trato de los competidores ingleses en las Molucas y de los nativos. El jurista Reael sólo actuaría contra los ingleses si el derecho internacional lo permitía y había protestado repetidamente contra las incursiones contra los nativos. Él, como el almirante local Steven van der Haghen, opinaba que los objetivos de la VOC deberían lograrse únicamente a través de rutas comerciales y diplomáticas. En su informe oficial a los Estados Generales y a los lords XVII de la VOC a su regreso a la República Holandesa, volvió a dejar muy claros estos puntos.
Sin embargo, tomaría hasta el 21 de marzo de 1619, cuando el decididamente menos pacifista Jan Pieterszoon Coen lo reemplazaría como gobernador general, antes de lo cual Reael había luchado contra los españoles en 1617 en la bahía de Manila, contra los ingleses en Bantén y en las Molucas y contra el Sultanato de Mataram en Japara en la isla de Java.

## Vida posterior en Holanda
Reael dejó las Indias Orientales en enero de 1620 rumbo a Holanda, donde durante varios años se centró en la poesía, en parte porque su simpatía por los que protestaban le impedía ocupar un cargo público. Conoció, entre otros, a los poetas Pieter Cornelisz Hooft y Joost van den Vondel y pasó a formar parte del Muiderkring. En 1623, Vondel le dedicó su poema Lof der Zeevaart [Oda a la navegación].
Después de la muerte de Mauricio de Nassau, la clasificación de Reael se restableció y el 9 de junio de 1625 se convirtió en miembro de la Cámara de Ámsterdam de la VOC, en donde permanecería hasta el final de su vida. De 1625 a 1627, se desempeñó como vicealmirante de Holanda y West-Friesland con el Almirantazgo de Ámsterdam, y comandó una flota de barcos que luchaban contra los españoles en la costa de Berbería junto con los ingleses (la «segunda expedición a España» del 12 de noviembre de 1626 al 10 de julio de 1627). En 1626 representó a la República Holandesa en la coronación de Carlos I de Inglaterra, quien lo nombró caballero en la ocasión. Después del 18 de agosto de 1627, se desempeñó como teniente almirante interino de Holanda y West-Friesland, después de la muerte del teniente almirante Willem van Nassau.
A fines de 1627, fue enviado como diplomático a Dinamarca, que en ese momento estaba en guerra con Fernando II de Austria. En su camino de regreso a principios de 1628, sufrió un naufragio en la costa de Jutlandia, donde las tropas imperiales austriacas estaban acampadas. Estos lo capturaron y lo enviaron a Viena, donde permanecería preso hasta febrero de 1629. A su regreso no fue reintegrado a sus funciones navales. En el verano de ese año se casó, y en 1630 se convirtió en concejal y en 1632 regidor (schepen) de la ciudad de Ámsterdam.
En 1637, fue considerado para el cargo de almirante de flota de la flota holandesa confederada para reemplazar al incompetente Philips van Dorp, pero en octubre, después de perder a sus dos hijos pequeños a principios de año, murió de peste bubónica en Ámsterdam. Fue enterrado en Ámsterdam en la Westerkerk.